# Затворная задержка

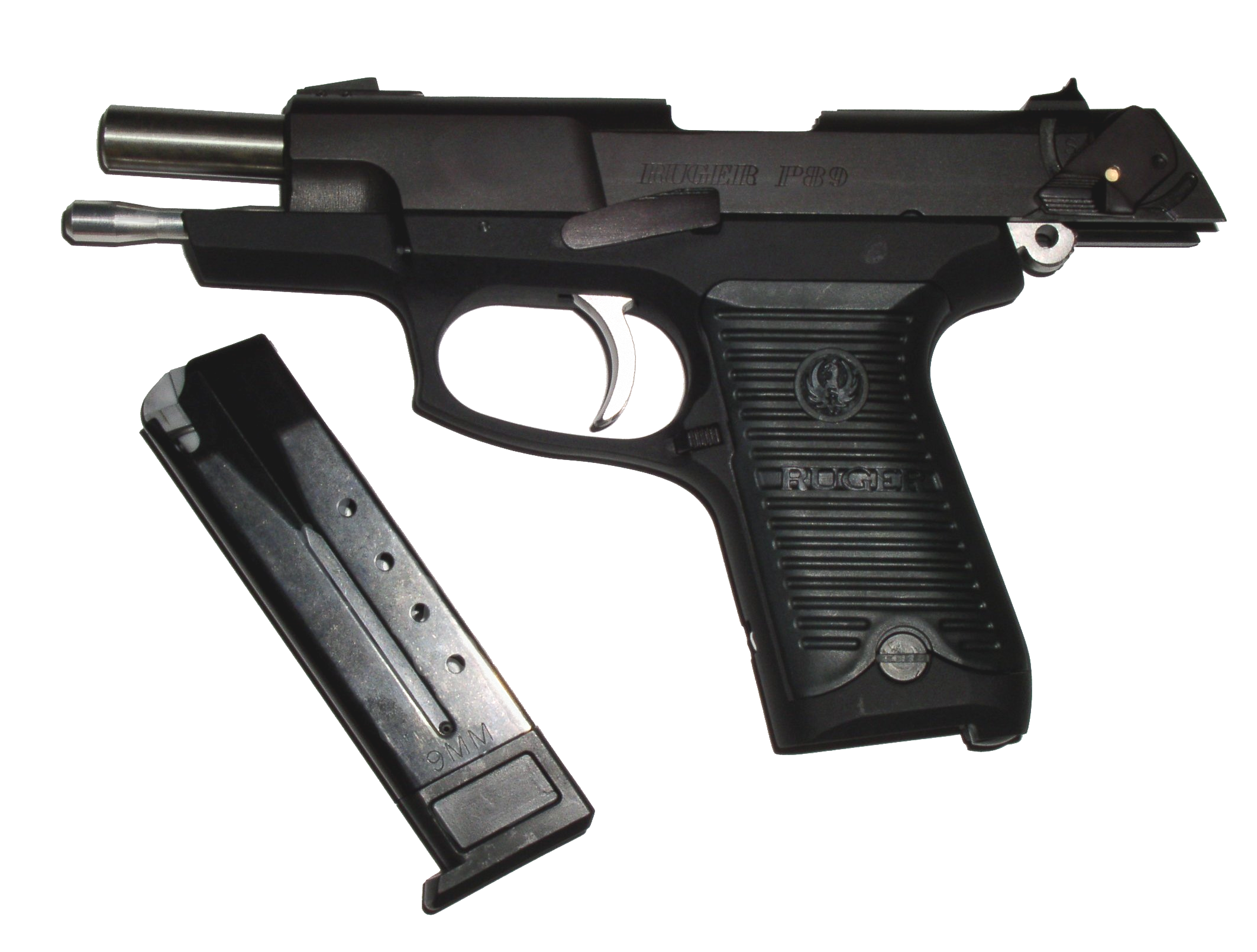
Пистолет Ruger P89 с затвором, зафиксированным в заднем положении, рычаг затворной задержки виден над спусковым крючком

Затворная задержка, останов затвора — механизм, удерживающий затвор оружия в крайнем заднем положении по израсходовании всех патронов в магазине. Используется во многих самозарядных пистолетах и других видах автоматического оружия (например, автомат AR-15/M16, пистолет-пулемёт Cz Scorpion EVO 3 A1, предсерийная версия автомата АК-12). Остановившийся в открытом положении затвор, во-первых, даёт знать стрелку, что магазин пуст; во-вторых, ускоряет процесс перезаряжания: заменив магазин, не нужно вручную отводить затвор в крайнее заднее положение, чтобы дослать патрон в патронник, а достаточно просто нажать на рычаг сброса задержки.
После выброса последней стреляной гильзы подаватель магазина цепляется за выступ затворной задержки и тем самым включает её. Чтобы освободить затвор, нужно либо опустить затворную задержку пальцем, если она выступает наружу, либо нажать на специальную кнопку выключения останова, как в M16, либо оттянуть затвор назад до упора, как в пистолете ПСМ или автомате Тип 81. В некоторых образцах затвор освобождается автоматически, как только вставлен новый магазин (Mauser M1910, Heckler & Koch 4).
Иногда, как в пистолете Beretta M1934, Zastava M70 или уже упомянутом «Типе 81», затворной задержки как отдельной детали нет: затвор после израсходования последнего патрона останавливается, упираясь в задний край подавателя магазина.
Затворную задержку часто выполняют в виде многофункциональной детали. Так, в пистолете ПМ она выполняет функцию отражателя стреляных гильз; в ТТ и Кольт M1911 цапфа затворной задержки служит осью серьги ствола; в пистолете FN HPDA ось затворной задержки при выстреле взаимодействует с выступом ствола, обеспечивая отпирание.